# 71-621
71-621 — дослідний російський високопідлоговий чотиривісний трамвайний вагон, укорочена версія вагона 71-619. Був побудований на Усть-Катавському вагонобудівному заводі в 1999 році в єдиному екземплярі.

## Історія створення
Замовником розробки вагона виступила Москва через те, що на ряд канав старих депо столиці вагони виробництва УКВЗ не проходили за габаритами. Трамвай був розроблений на основі вагона 71-619, від нього він відрізняється укороченим на 80 см кузовом. Досвідчений вагон надійшов у депо імені Апакова в грудні 1999 року, де отримав бортовий № 0102.

## Експлуатація
12 січня 2000 року почалася дослідна експлуатація без пасажирів. 14 березня 2000 року вагон переведено в пасажирську експлуатацію на 3-й маршрут, через два тижні перекинуто на 39-й маршрут, де і залишився. 

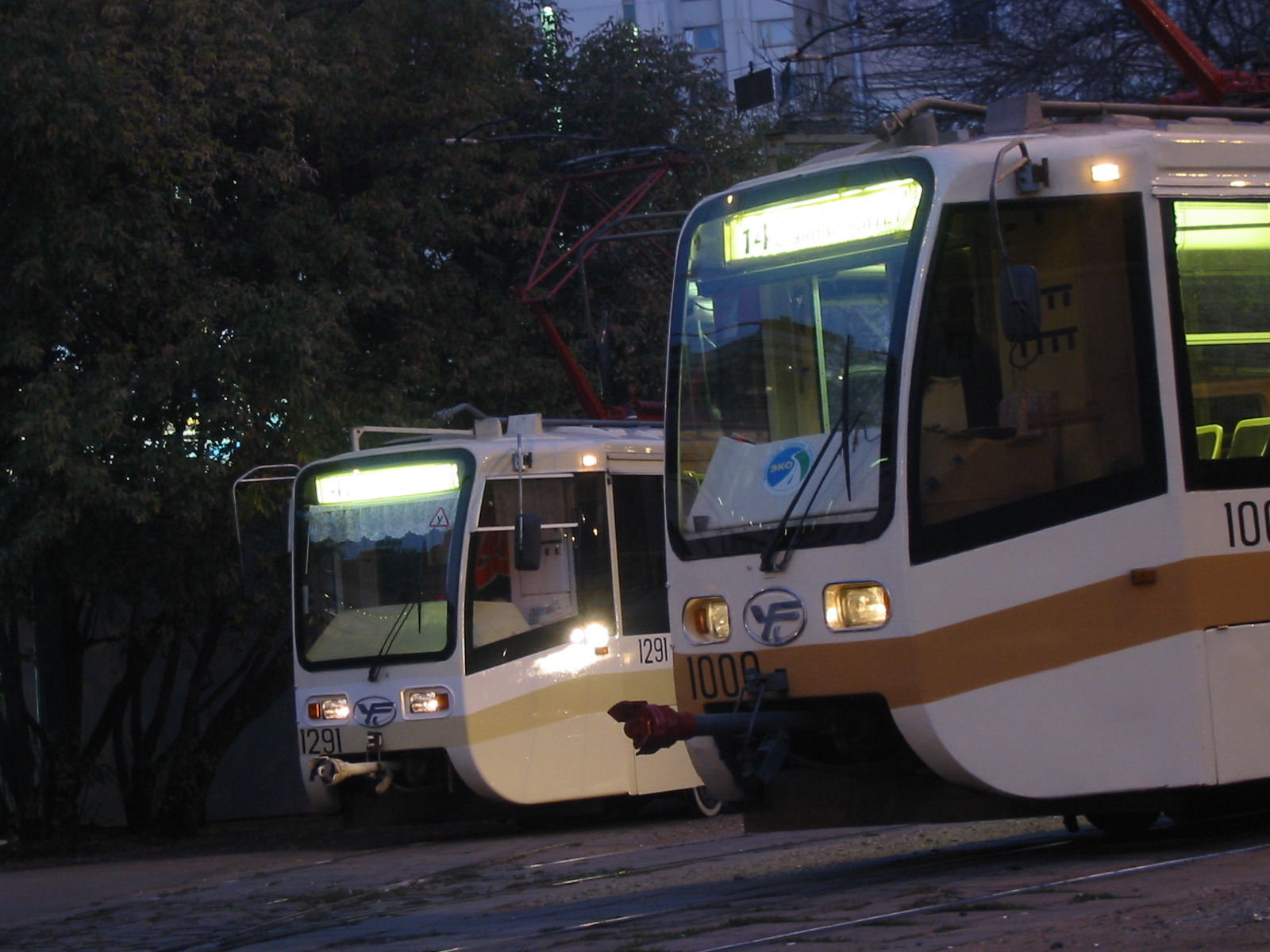
Трамвайні вагони 71-619К та 71-621. Помітна різниця в довжині кабіни

На заводі на дослідний вагон у порядку експерименту було встановлено німецький напівантограф з електричним приводом підйому/опускання, який згодом був розбитий тролейбусні переїзди. З 2001 року вагону присвоєно бортовий номер 1000, з 2008 року — 1005. Протягом деякого періоду часу вагон використовувався як стажерський. Працював зазвичай у будні на маршруті 14, станом на лютий 2020 вагон виходить переважно на маршрути 14 і 47, зрідка виходячи на інші маршрути.

## Подальша доля
В результаті випробувань виявилося, що вагон все одно не проходить на низку канав. Проект був визнаний невдалим і замовлень на нові вагони не надходило.
З листопада 2020 року вагон перебуває на зберіганні у депо імені Н. Е. Баумана.

## Світлини

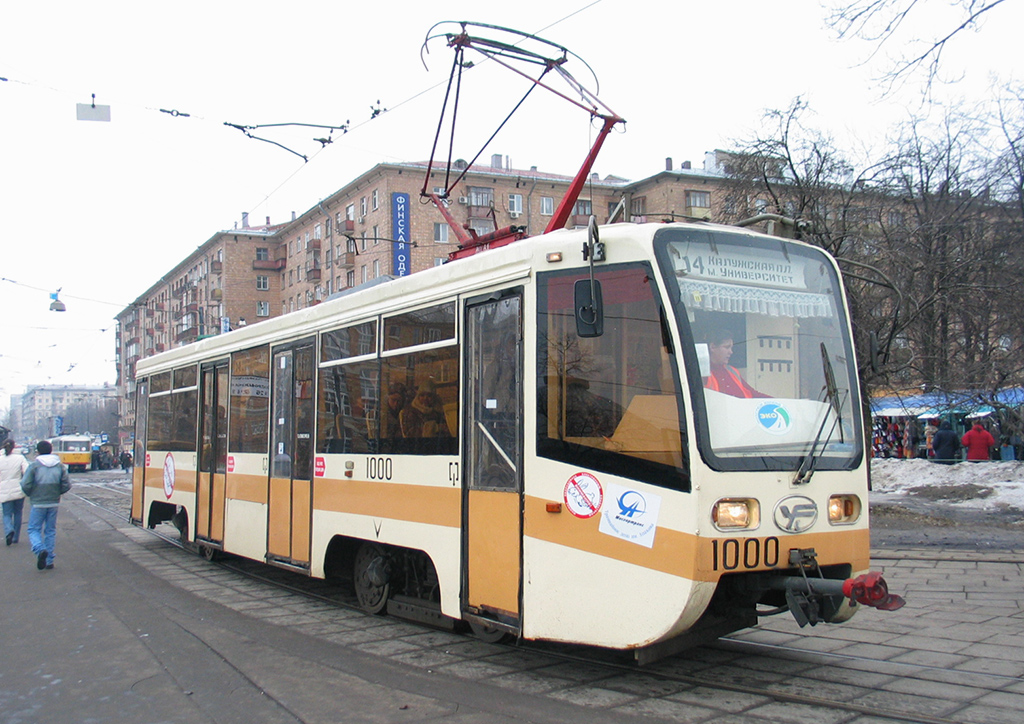
71-621 в Москві
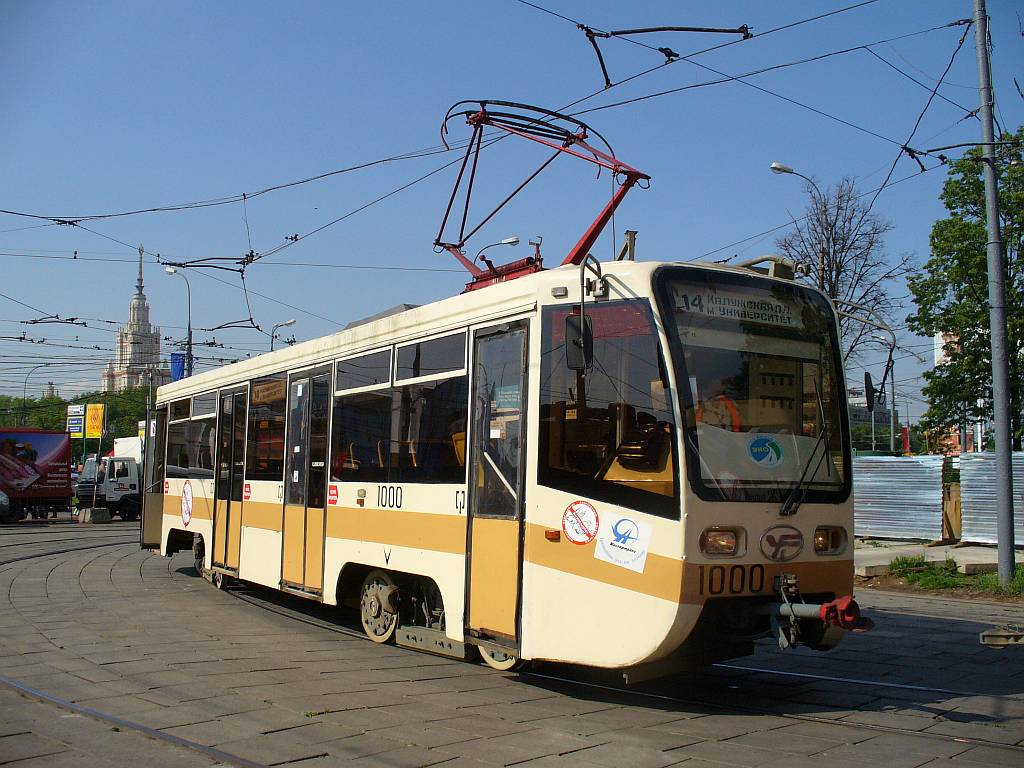
71-621 в Москві
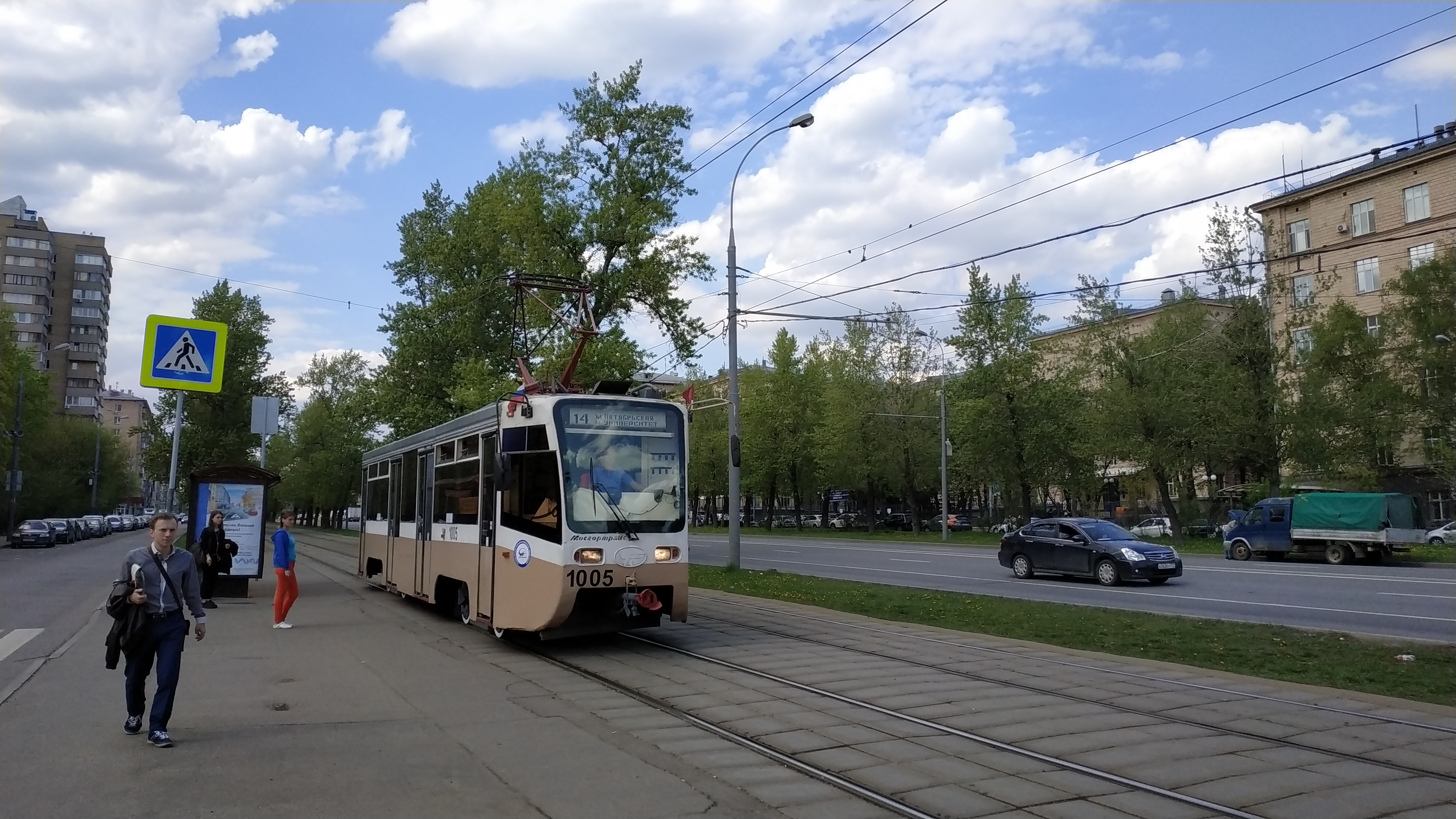
71-621 в Москві
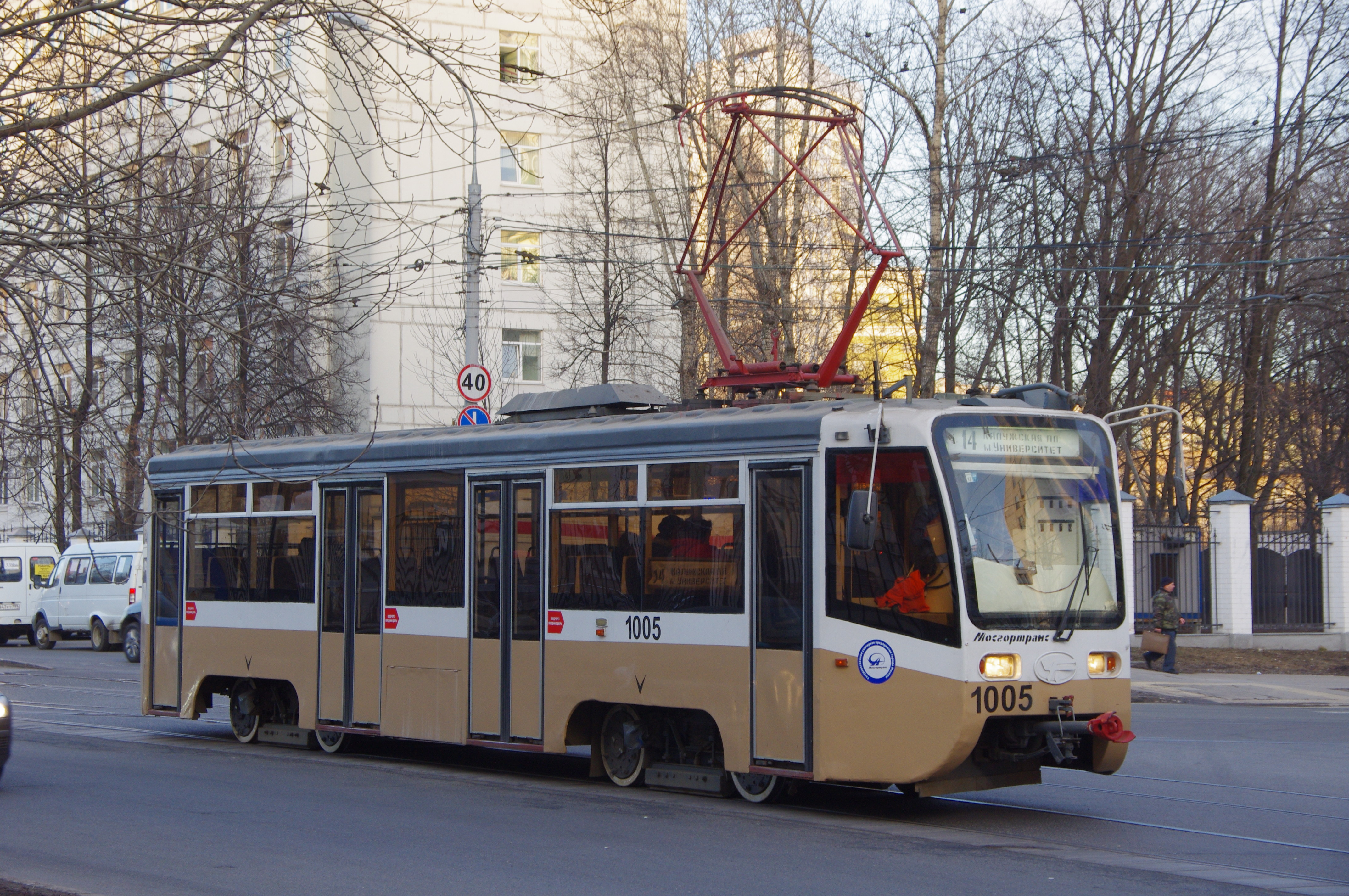
71-621 в Москві
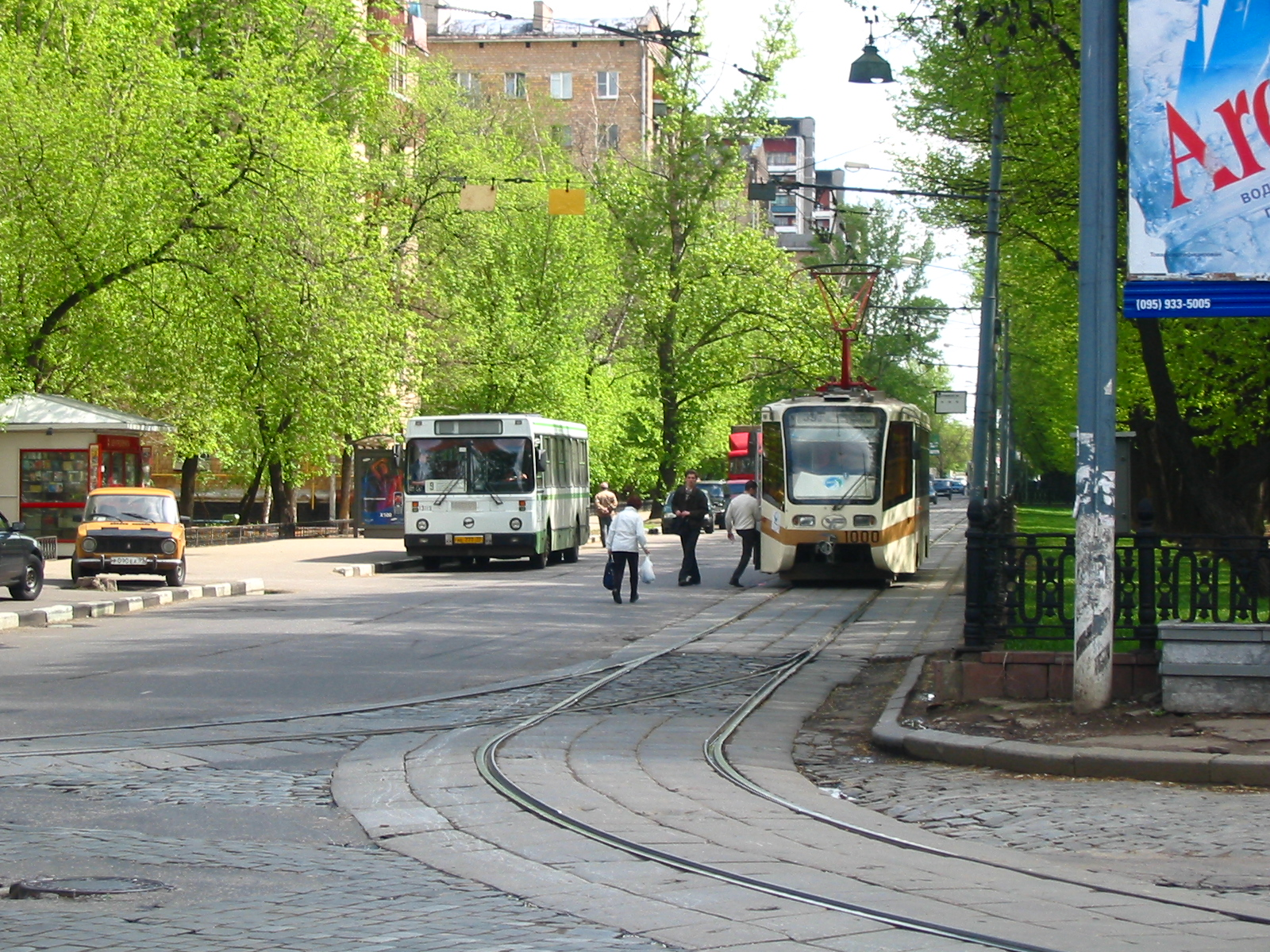
71-621 в Москві
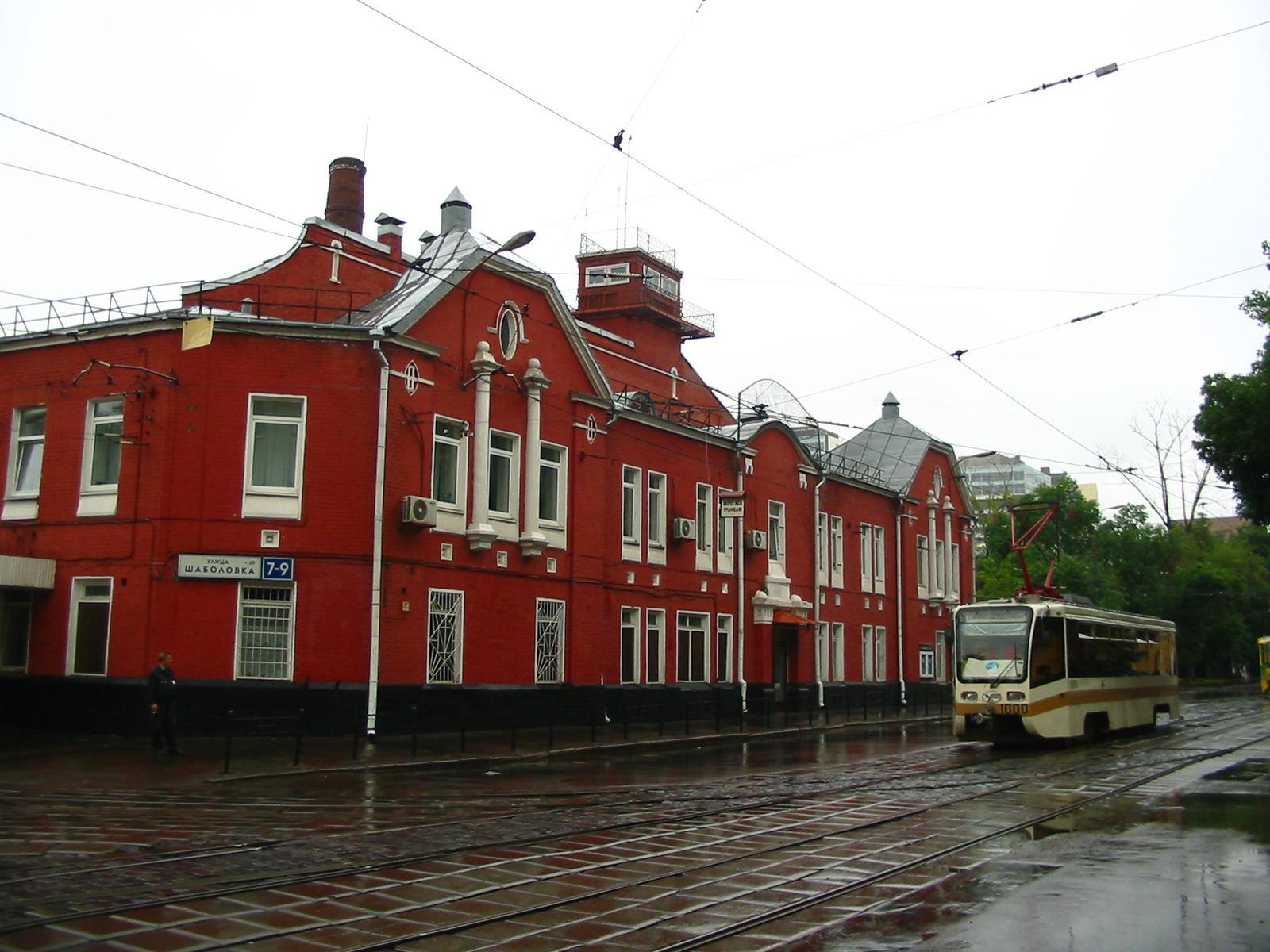
71-621 в Москві
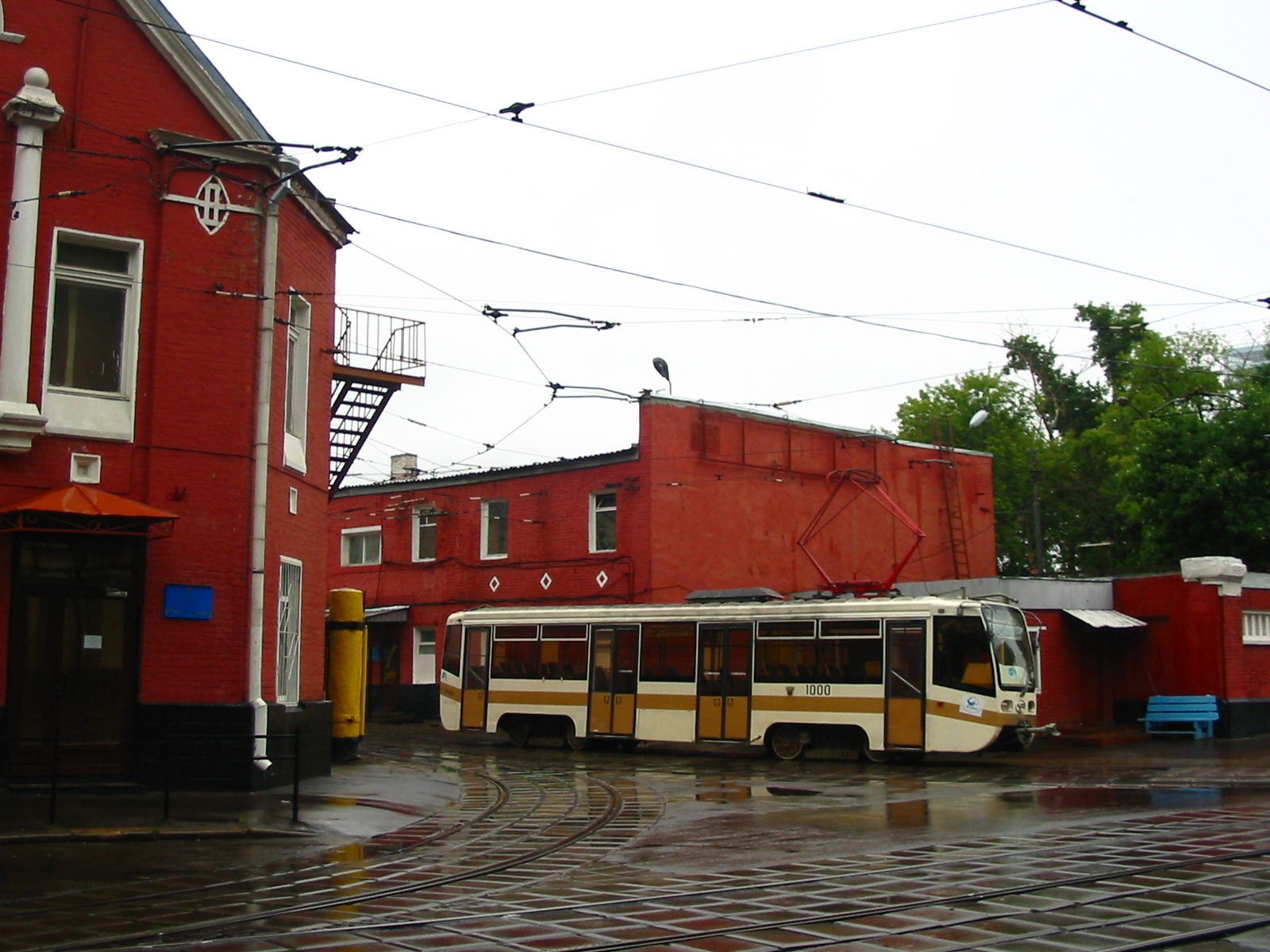
71-621 в Москві
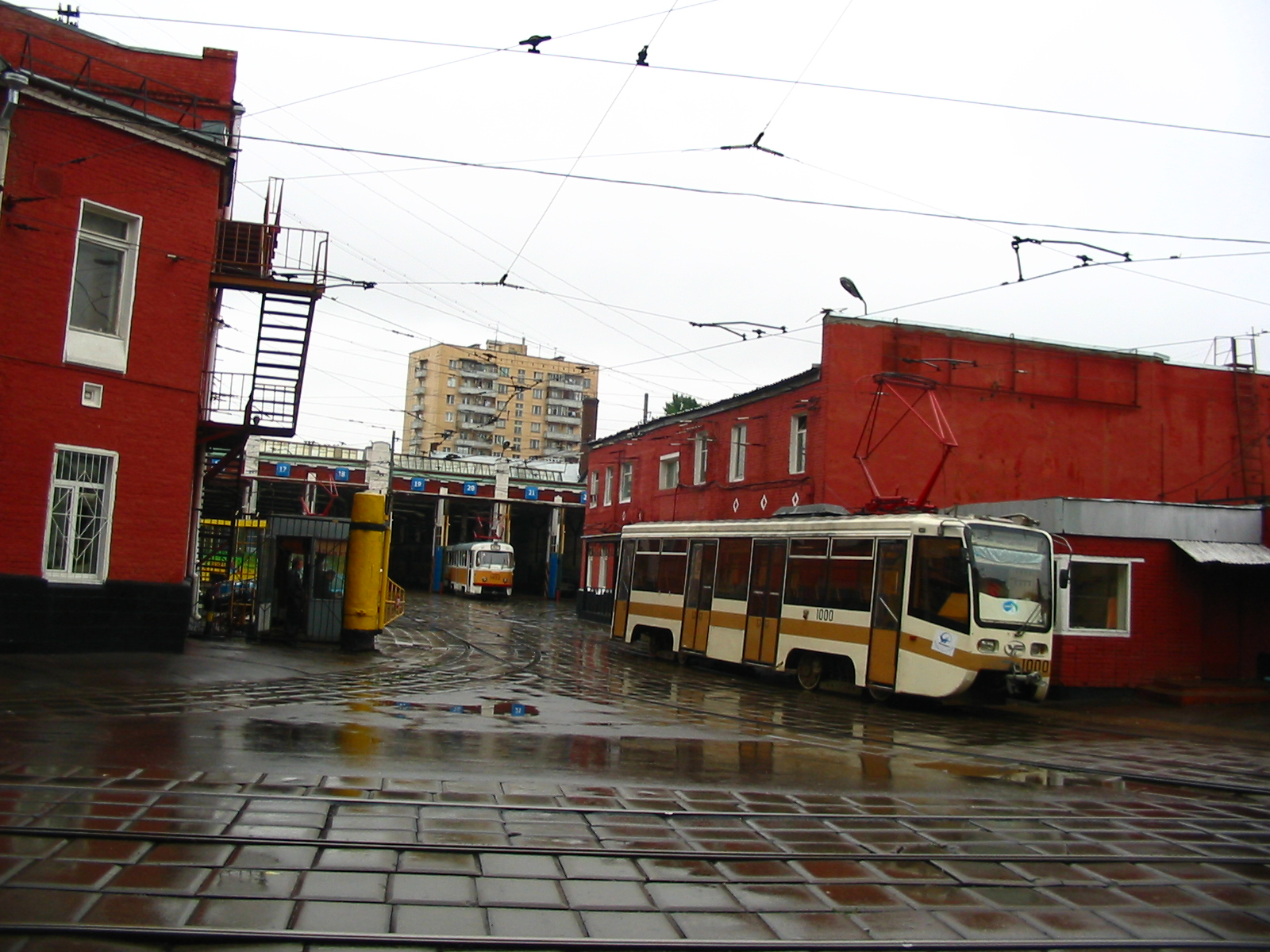
71-621 в Москві
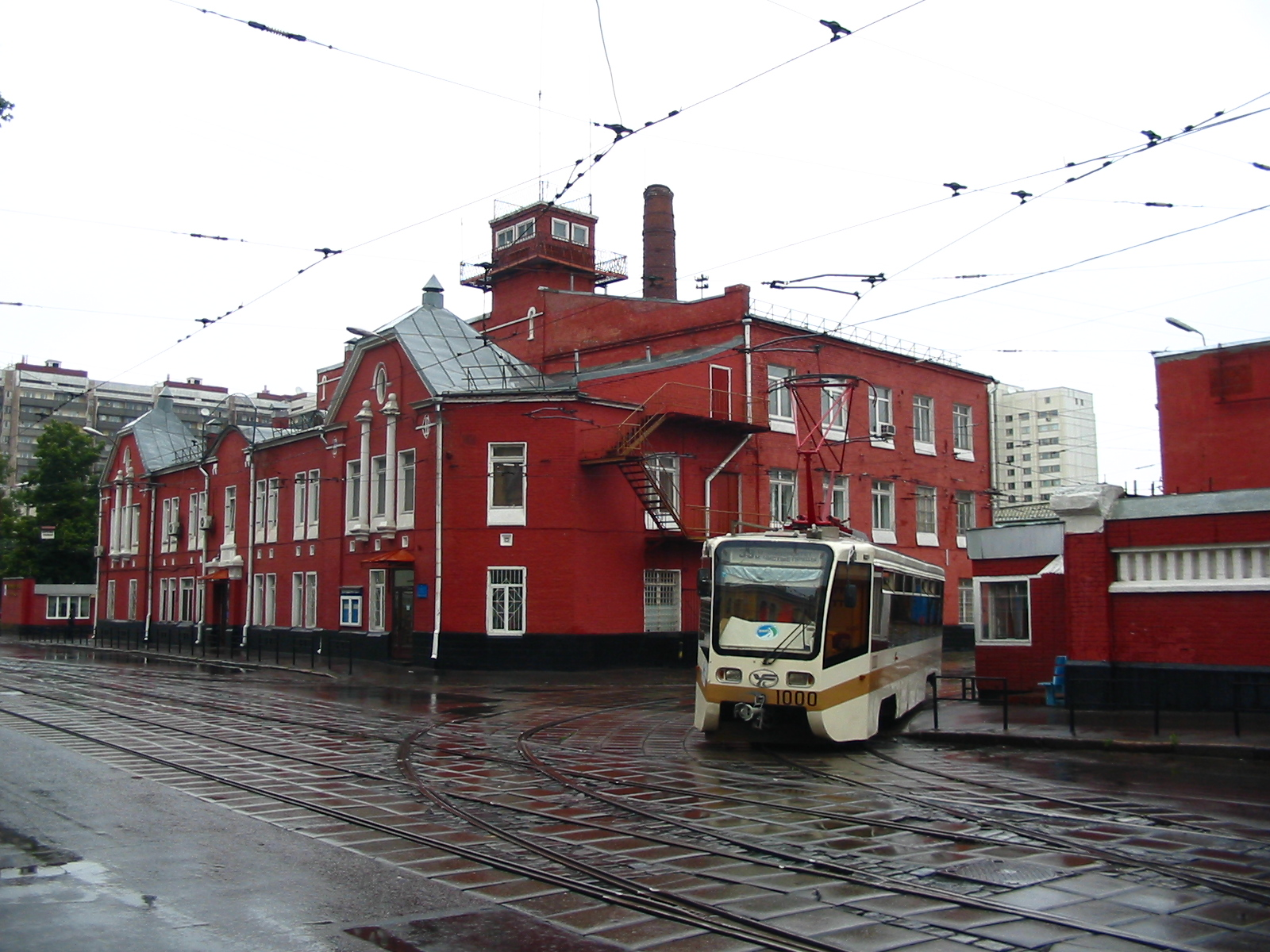
71-621 в Москві
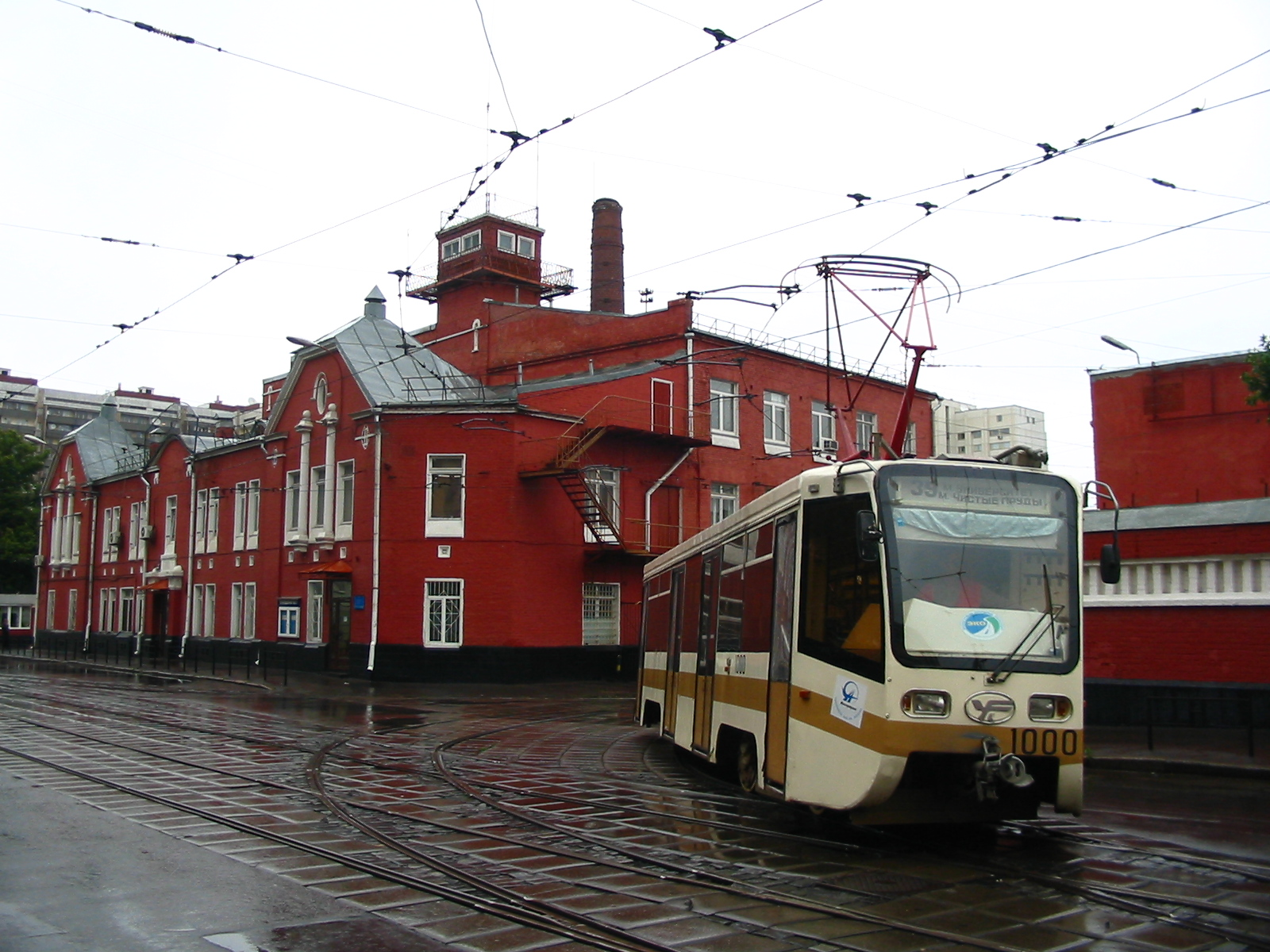
71-621 в Москві
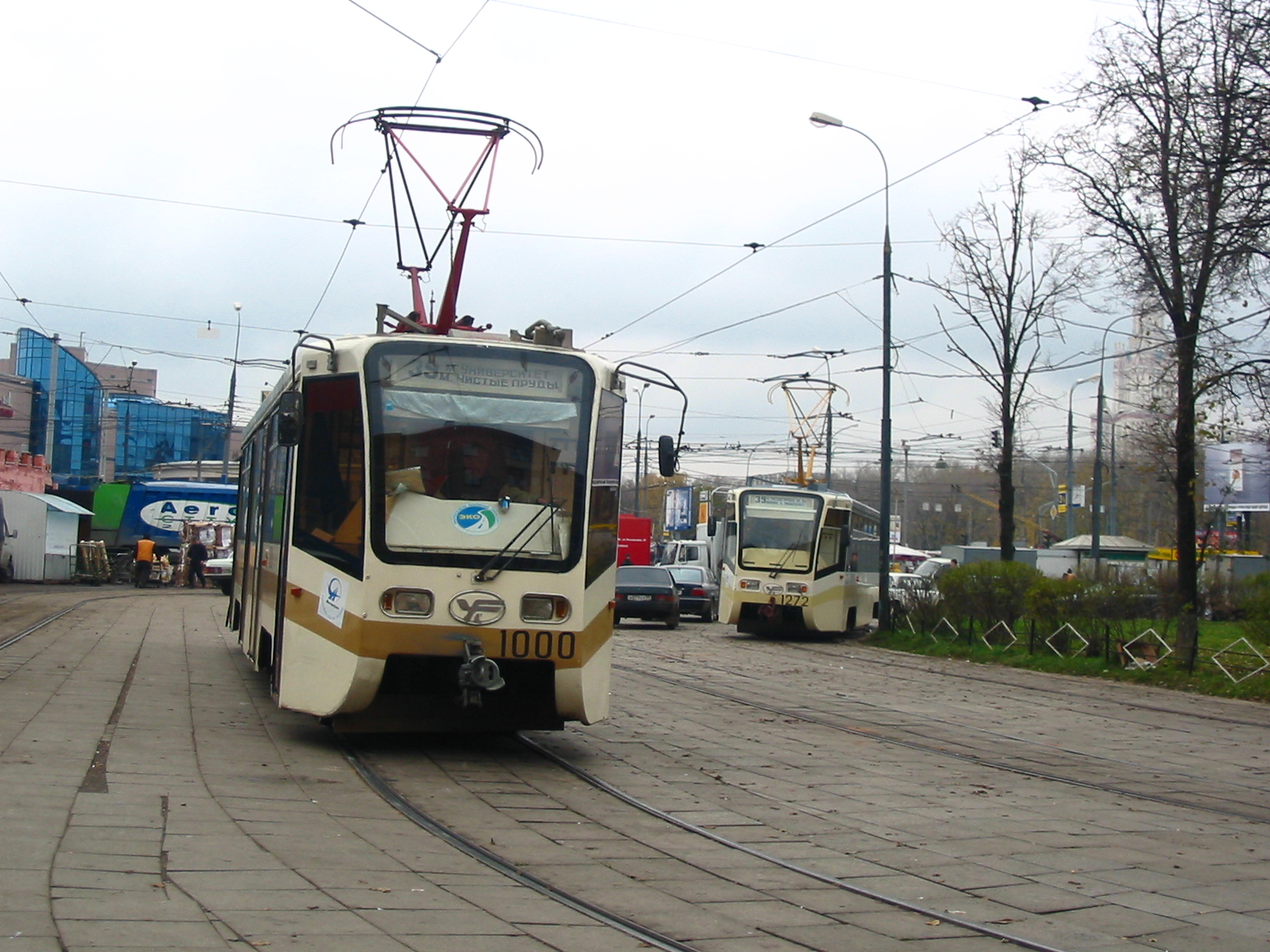
71-621 в Москві
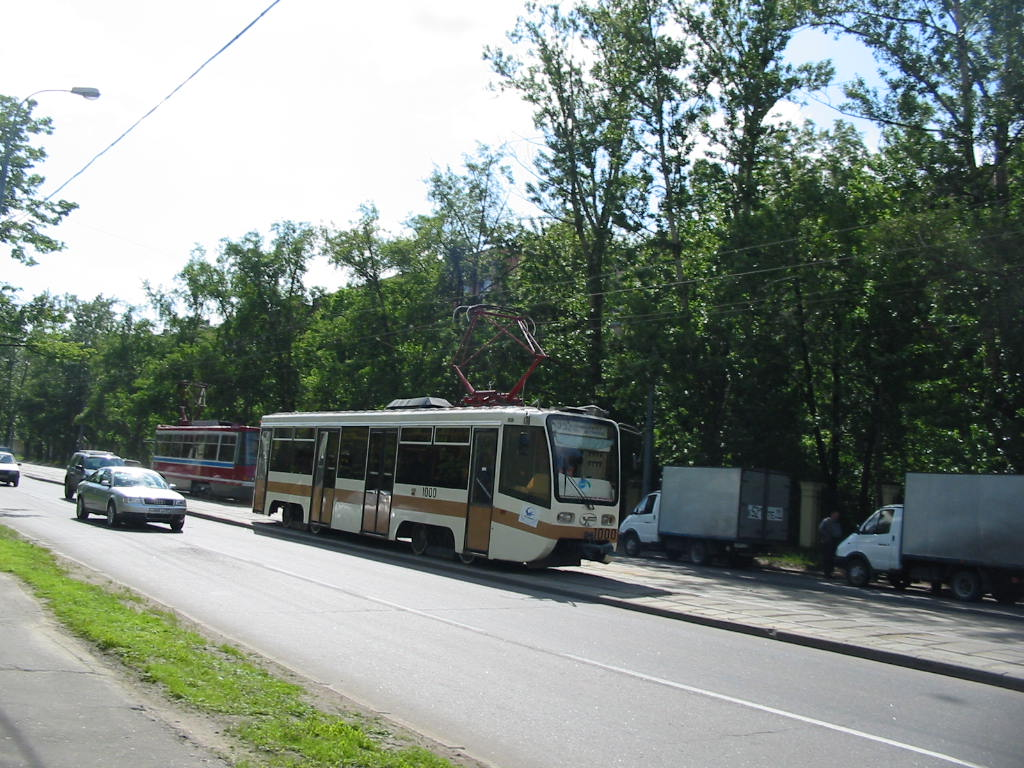
71-621 в Москві
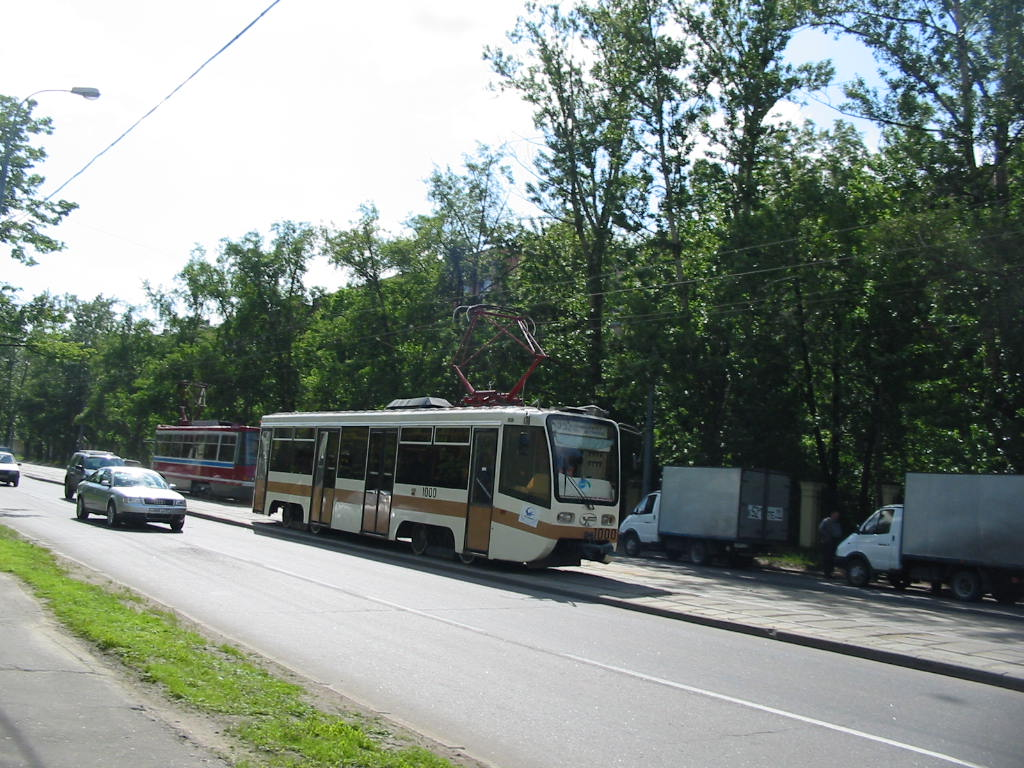
71-621 в Москві
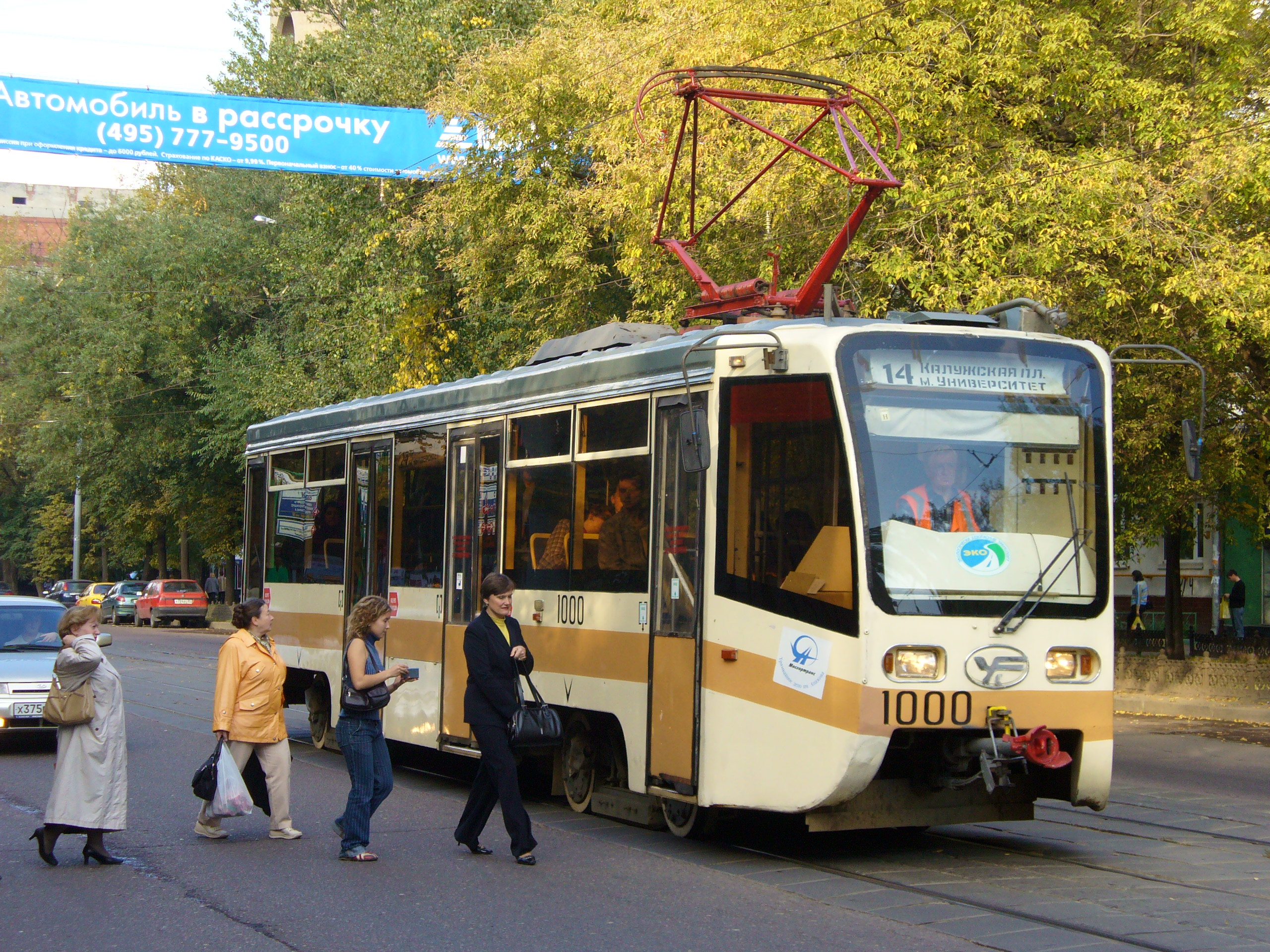
71-621 в Москві
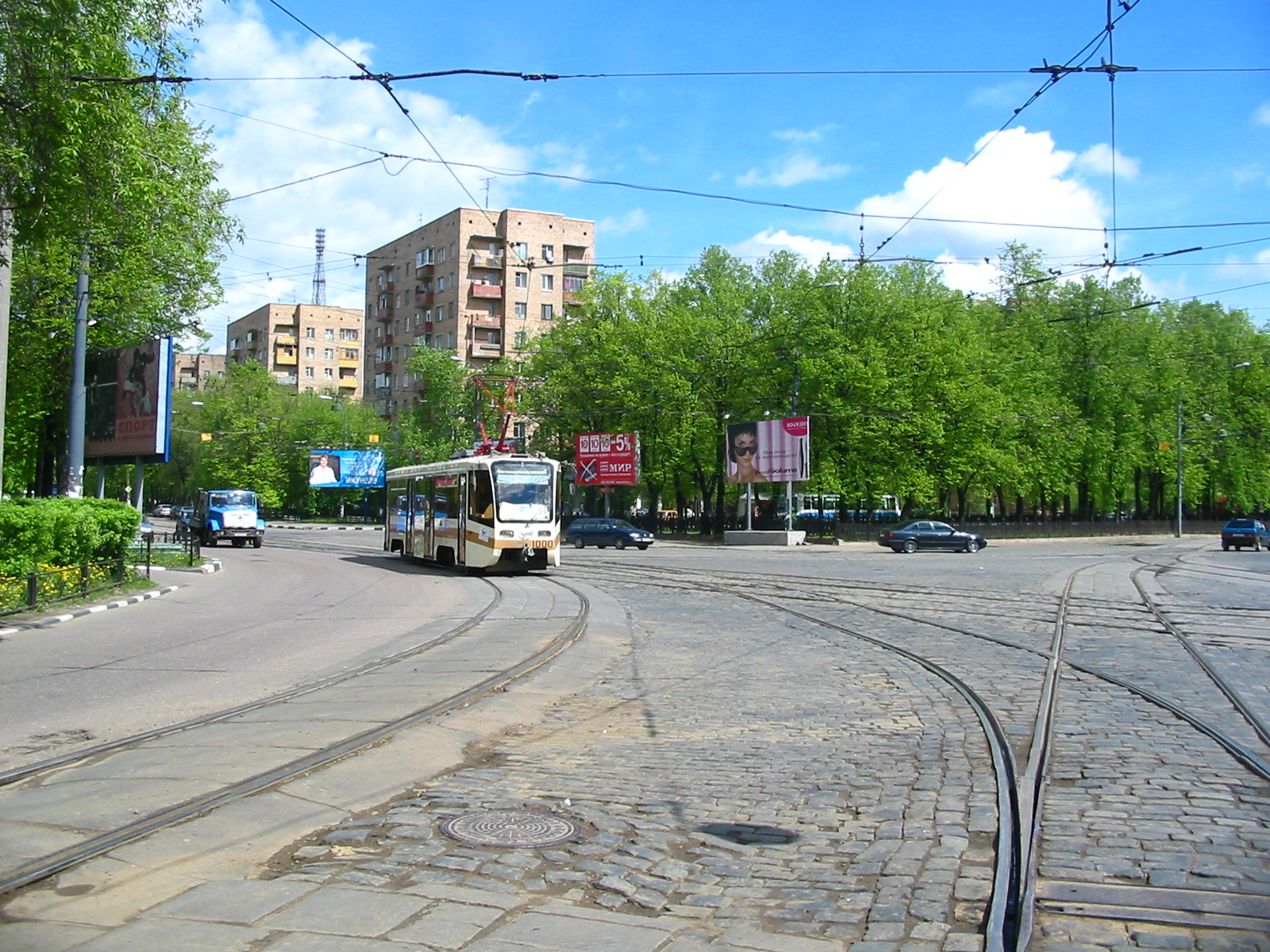
71-621 в Москві
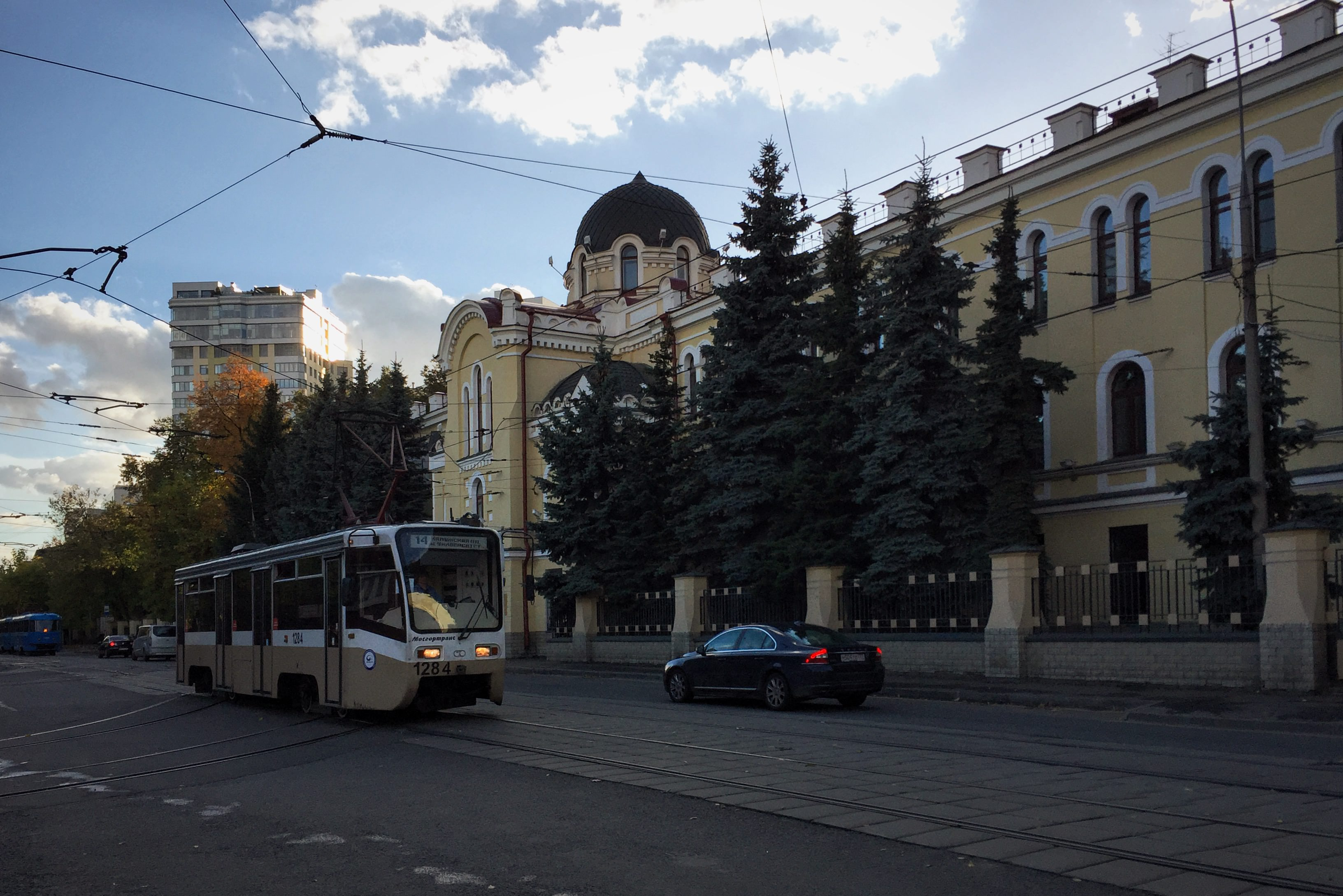
71-621 в Москві
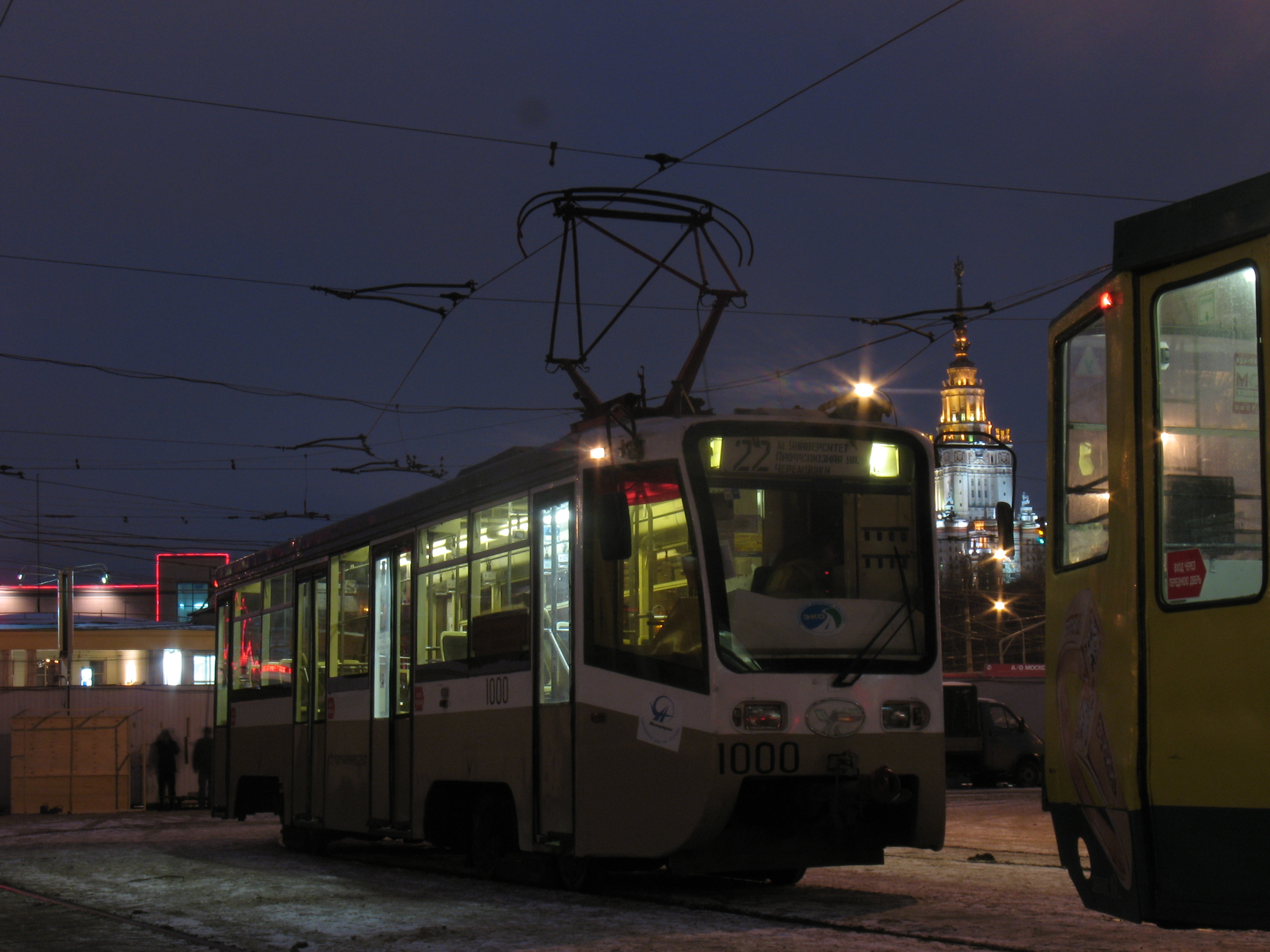
71-621 в Москві